# Kościół Niepokalanego Poczęcia Najświętszej Maryi Panny w St. Julian’s
Kościół Niepokalanego Poczęcia Najświętszej Maryi Panny (malt. Il-Knisja tal-Kunċizzjoni tal-Beata Verġni Marija, ang. Church of the Immaculate Conception of the Blessed Virgin Mary) – rzymskokatolicki kościół w miejscowości St. Julian’s na Malcie. Znany również jako Il-Knisja tas-Sajjieda (kościół rybaków), z racji uczęszczania do niego w przeszłości lokalnych rybaków.

## Historia
Kiedy w XVII wieku Rycerz zakonu św. Jana, Prior of Lombardy, Fra Paolo Raffaele Spinola zbudował nad zatoką, nazwaną później jego imieniem, swoją siedzibę, w pobliżu postawił również kościół. Służył on jemu samemu, a także rybakom, mieszkającym nad pobliską zatoką.
Kamień węgielny kościoła położony został bardzo uroczyście 16 czerwca 1687, zaś poświęcenie kościoła nastąpiło już 10 września 1688. Kościół otrzymał wezwanie Niepokalanego Poczęcia Najświętszej Maryi Panny. W roku następnym Spinola zapisał kościołowi darowiznę na rzecz kosztów posługi religijnej.

Na oryginalnej fasadzie budynku znajdowała się inskrypcja głosząca po maltańsku:

DAN IT-TEMPJU ĠIE DDEDIKAT LILL-IMMAKULAT KONĊEPIMENT

TAL-IMQADDSA VERĠNI MARIJA MILL-GRAN PRIJUR

TAL-IMQADDES ORDNI TA’ ĠERUSALEMM, SPINOLA, FL-1688

(co w wolnym tłumaczeniu znaczy: Świątynia ta została poświęcona niepokalanemu poczęciu / Najświętszej Maryi Panny przez Wielkiego Przeora / Świętego Zakonu Jerozolimskiego, Spinolę, w 1688)
Na początku XX wieku powiększono budynek o trzy jardy (ok. 2,75 m). W 1914 biskup pomocniczy Angelo Portelli zarządził zburzenie oryginalnej fasady kościoła, i zbudowanie tej, którą widzimy dzisiaj. Bezpowrotnie utracona została wówczas statua Niepokalane Poczęcie stojąca w niszy nad fasadą. Prace ukończono 1 maja 1915.

Dla upamiętnienia rozpoczęcia prac nad wejściem umieszczona została tablica z łacińską inskrypcją, która w wolnym tłumaczeniu głosi: Kaplica ta poświęcona Niepokalanej Maryi Dziewicy, zbudowana została przez Wielkiego Przeora Zakonu Jerozolimskiego Rafaela Spinolę w 1688, i obdarowana czynszem; tenże kościół został powiększony i upiększony przez biskupa br. Angelo Portelli OP, biskupa [tytularnego] Selino, w 1914.
W 2010, z powodu skorodowania nośnych elementów metalowych, jeden z dzwonów spadł na ziemię. W styczniu 2011 podjęto szeroko zakrojone prace naprawcze dzwonnicy, które zostały ukończone w połowie 2011. Kontynuowano następnie prace przy bocznych elewacjach budynku, po których skupiono się na jego fasadzie.

## Architektura

### Wygląd zewnętrzny
Oryginalna fasada była prosta, z centralnie umieszczonym niewielkim wejściem, oraz dwoma prostokątnymi oknami, po jednym z każdej strony drzwi. Powyżej, symetrycznie do okien, znajdowały się dwie puste nisze. Nad prostym gzymsem, wieńczącym całą fasadę, umieszczona była centralnie półkoliście zakończona nisza z figurą Niepokalane Poczęcie. Od niej, w obie strony rozciągała się niska balustrada, zakończona prostymi sześciennymi podstawami z kamiennymi kulami.

Współczesna fasada podzielona jest na trzy pola; w środkowym znajdują się duże prostokątne drzwi, nad nimi półkoliste nadświetle z witrażem w formie krzyża maltańskiego. Boczne pola nie zawierają żadnych elementów ozdobnych. Pole środkowe od bocznych rozgraniczają, zaprojektowane w stylu toskańskim, pilastry z półkolumnami, po parze z każdej strony. Na końcach fasady takie same pilastry, całość wsparta na gzymsie cokołowym, leżącym na wysokim cokole. Całość fasady wieńczy zdobiony fryz, nakryty prostym cokołem oraz, centralnie, trójkątnym naczółkiem.

W bocznych elewacjach po dwa okna, oraz oryginalne, z XVII wieku, kamienne rynny do odprowadzania wód opadowych. Na tyłach kościoła znajduje się, kwadratowa w przekroju, dzwonnica.

### Wnętrze
Wnętrze kościoła proste, nakryte sklepieniem kolebkowym z surowymi kasetonami. W kościele znajduje się marmurowy ołtarz, umieszczony tam w 1914. Oryginalny przeniesiony został do zakrystii. Obraz tytularny nieznanego autora (niektóre źródła podają, że jest nim Giuseppe D’Arena), przedstawia Maryję otoczoną przez putti, ochranianą przez Boga Ojca; u jej stóp pokonany szatan.

Inne, znajdujące się w zakrystii, i warte wzmianki obrazy, to Matka Boża Różańcowa przypisywana Giuseppe D’Arenie, oraz prawdopodobnie jedyny na Malcie portret Spinoli.

## Kościół dziś
W kościele odprawiane są msze święte od poniedziałku do piątku o godz. 17:30, zaś w soboty o godz. 16 (w języku włoskim).

## Ochrona dziedzictwa kulturowego
Od 27 sierpnia 2012 budynek umieszczony jest na liście National Inventory of the Cultural Property of the Maltese Islands pod nr. 00797.

## Ciekawostka
Maltański patriota Dun Gaetano Mannarino, uwięziony w forcie St. Elmo za udział w powstaniu księży 8 września 1775, a następnie uwolniony przez Napoleona w 1798, mieszkał w wielkiej biedzie w pokoiku nad zakrystią, gdzie zmarł w 1814.